# Ессентукский сельсовет
Ессенту́кский сельсове́т — упразднённое муниципальное образование в составе Предгорного района Ставропольского края Российской Федерации.
Административный центр — станица Ессентукская.

## География
Ессентукский сельсовет расположен в южной части Ставропольского края на правом берегу реки Подкумок.
Ессентукский сельсовет граничит с Кабардино-Балкарией, с городами Кисловодск и Ессентуки. А также с Юцким, Нежинским и Подкумским сельсоветами Ставропольского края. На севере через реку граничит с городом-курортом Ессентуки.

## История
С 16 марта 2020 года все муниципальные образования Предгорного муниципального района были объединены в Предгорный муниципальный округ.

## Символика
Герб и флаг Ессентукского сельсовета разработаны И. Л. Проститовым и утверждены решениями Совета депутатов Ессентукского сельсовета от 2 июля 2005 года. Герб внесён в государственный геральдический регистр под № 2520, флаг под № 2521:144—145.
Описание герба:
В лазоревом поле щита под серебряной стенозубчатой о трёх зубцах главой, обременённой двумя скрещенными червлёными с чёрными эфесами клинками — девять двухкосичных знамён, расположенных в последовательности 3:3:3.
Значение символов:
По одной из версий название административного центра сельсовета станицы Ессентукской происходит из монгольского языка и означает «девять знамён». Золотоордынские ханы перекочёвывали сюда на лето и разбивали лагерь. Стенозубчатая глава со скрещёнными шашками свидетельствует о том, что станица происходит от бывшего казачьего военного поселения:144.
Описание флага:
Флаг муниципального образования Ессентукский сельсовет Предгорного района представляет собой голубое полотнище с соотношением сторон 2/3 с белой полосой в 1/4 ширины флага по краю вдоль древка, несущее в себе фигуры герба: девять жёлтых двухкосичных знамён в последовательности 3:3:3 и две скрещённые клинками вверх червлёные шашки с чёрными эфесами, вынесенными в крыж.

## Население
| 1989    | 2002    | 2010    | 2011    | 2012    | 2013    | 2014    |
| ------- | ------- | ------- | ------- | ------- | ------- | ------- |
| 15 058  | ↗20 687 | ↗21 121 | ↗21 128 | ↘20 974 | ↗21 080 | ↗21 553 |
| 2015    | 2016    | 2017    | 2018    | 2019    | 2020    |         |
| ↗22 057 | ↗22 646 | ↗23 226 | ↗23 651 | ↗23 959 | ↗24 051 |         |

## Местное самоуправление
Совет депутатов Ессентукского сельсовета
Состоит из 15 депутатов, избираемых на муниципальных выборах по одномандатным избирательным округам.
Глава сельского поселения
- до 2014 года — Фёдоров Олег Алексеевич
- с 2014 года — Яриков Сергей Владимирович[16]
- Жуков Сергей Александрович[17]

## Состав сельского поселения
| № | Населённый пункт | Тип населённого пункта          | Население |
| - | ---------------- | ------------------------------- | --------- |
| 1 | Горный           | посёлок                         | ↗1086     |
| 2 | Ессентукская     | станица, административный центр | ↗24 710   |